# Ćwiartka papieru
Ćwiartka papieru (także Świstek papieru fr. Les Pattes de mouches, ang. A Scrap of Paper) – komedia Victoriena Sardou w trzech aktach. Prapremiera odbyła się w Paryżu 15 maja 1860.

## Treść

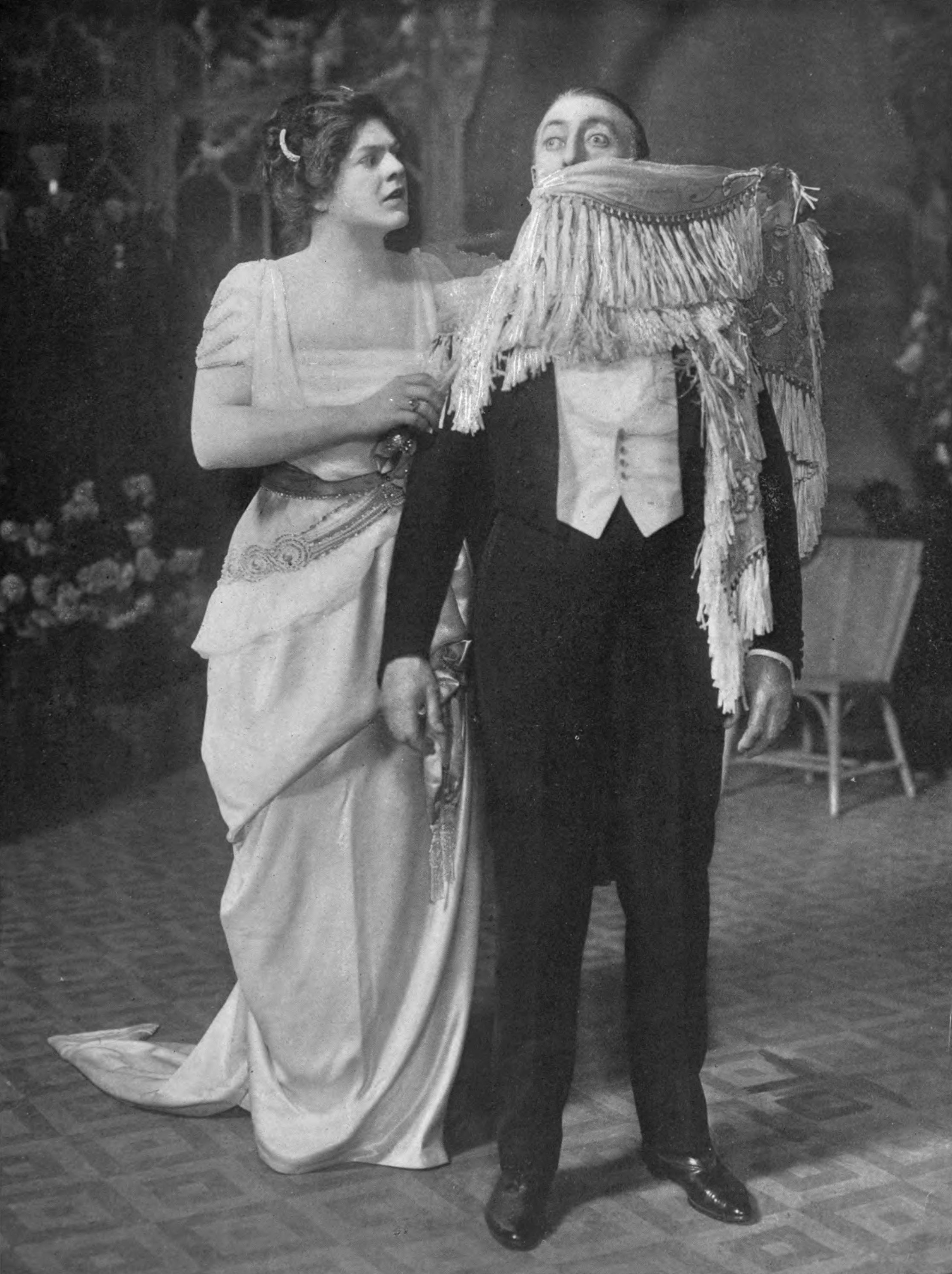
Inscenizacja w Empire Theatre w Nowym Jorku (1914)

Tytuł odnosi się korespondencji miłosnej, wokół której osnuta jest intryga komedii. Louise de Merival poślubia bogatego barona i zapomina o swej młodzieńczej miłości – Prosperze – który był w niej zakochany do szaleństwa. W jej posiadaniu pozostają jednak listy miłosne od Prospera. Za namową swej kuzynki Suzanne, decyduje się zwrócić je Prosperowi. Zanim do tego dochodzi, baron nakrywa kobiety w trakcie poszukiwań. Susanne, aby ratować sytuację, udaje, że liścik miłosny pisany był do niej, gdyż to ona miała romans z Prosperem. Komplikuje to sytuację jeszcze bardziej, gdyż baron jest teraz oburzony zachowaniem Prospera i żąda, by poślubił on uwiedzioną Susanne.

## Ekranizacja
- A Scrap of Paper (1914, reż. Travers Vale)[3]

## Ćwiartka papieruw Polsce
Sztukę wystawiano m.in. w:
- Teatrze Polskim w Krakowie (1866)[4]
- teatrze krakowskim (1873)[5]
- teatrze łódzkim (1888)[6]
- teatrze lwowskim (1899)[7]
- Teatrze Letnim w Warszawie (1936, reż. Stanisław Daczyński)[8]